# ペーター・グスタフ・ディリクレ
ヨハン・ペーター・グスタフ・ルジューヌ・ディリクレ（Johann Peter Gustav Lejeune Dirichlet, 1805年2月13日  - 1859年5月5日）は、ドイツの数学者。現代的形式の関数の定義を与えたことで知られている。

## 人物
ディリクレ家はベルギーのリシュレ (Richelet) 出身で、ディリクレの祖父は同地で暮らしており、彼の名の「ルジューヌ・ディリクレ」 [ləˈʒœn diʀiˈkle] は "le jeune de Richelet" = "リシュレの若君" に由来する。
ディリクレは父が郵便局長をしていたデューレン(Düren) で生まれた。彼はまずドイツで教育を受けたがドイツの大学へは進学せずに、ガウスの「整数論」を持って渡仏し、コレージュ・ド・フランスやパリ大学でジョゼフ・フーリエ、ピエール＝シモン・ラプラス、アドリアン＝マリ・ルジャンドルら当代の名高いフランスの数学者たちに学んだ。ディリクレの最初の論文はフェルマーの最終定理に関するもので、査読者の一人であったルジャンドルが完成することになった n = 5 の場合の部分的な証明を含んでいた。ディリクレもほぼ同時期に自身の証明を完成させており、また後に n = 14 の場合の完全な証明を行なった。
フランスには1827年まで滞在したのち帰国し、ドイツ各地の大学を転々とし最終的にはガウスの後任としてベルリン大学に落ち着くこととなる。
ディリクレはレベッカ・メンデルスゾーン・バルトルディ（1811年 - 1858年）と結婚した。彼女は有名なユダヤ教からキリスト教へ改宗した家系の出身である。祖父は哲学者モーゼス・メンデルスゾーン、父はアブラハム・メンデルスゾーン・バルトルディであり、兄に作曲家のフェリックス・メンデルスゾーン・バルトルディがいる。いとこのオッティリー・メンデルスゾーンは、数学者エルンスト・クンマーの妻である。

## 教職歴
ディリクレは、1827年にボン大学から名誉博士号を受け、同年よりブレスラウ大学で私講師となった。1928年にベルリン大学に移り、1829年に私講師、1831年に員外教授、1839年にはベルリン大学の数学の正教授に就任した。カール・フリードリヒ・ガウスの後継として、1855年からゲッティンゲン大学で高等数学の教授を務めた。

## 交友関係
ヤコービとは親しい交流があった。フェルディナント・アイゼンシュタイン、 ベルンハルト・リーマン、レオポルト・クロネッカー、 ルドルフ・リプシッツ は彼の教え子である。死後、ディリクレの講義と数論の結果が集められ、友人で同僚であった数学者リヒャルト・デーデキントが編集し Vorlesungen über Zahlentheorie (『整数論講義』)のタイトルで出版した。

## 発言
「偉大な数学者とは、盲目的な計算をすばらしいアイデアに置き換える人のことである」という名言を残している。

## 業績
解析学や数論の業績が有名である。
- 「ディリクレ」の名で呼ばれる定理
  - ディリクレの算術級数定理 (数論、特に素数の理論)
  - ディリクレのディオファントス近似定理 (数論及び近似理論)
  - ディリクレの単数定理 (代数的整数論 および 環論)
  - ディリクレ定理(フーリエ級数の収束)
- ディリクレのベータ函数 (解析学)
- ディリクレ指標 (数論、特に ゼータ関数とL関数。1831年)
- ディリクレ畳み込み (数論および算術的関数)
- ディリクレ密度 (数論)
- ディリクレ分布 (確率論)
- ディリクレ核 (関数解析、フーリエ級数)
- ディリクレ問題 (偏微分方程式)
- ディリクレ級数 (解析的整数論)
- ボロノイ図はディリクレ分割とも呼ばれる (幾何)
- ディリクレ境界条件 (微分方程式)
- ディリクレの函数 (位相空間論)
- 鳩の巣原理 (組合せ論)
- ディリクレ因子問題 (未解決) (数論)
- ディリクレの原理 (変分法)
- ディリクレの条件(級数の収束)

## 著書
- 酒井孝一(訳・解説) 『整数論講義』 共立出版 〈現代数学の系譜〉1970年。 ISBN 4-320-01158-9